# كادن ستافورد
كادن ستافورد (بالإنجليزية: Caden Stafford)‏ هو لاعب كرة قدم أمريكي، ولد في 28 سبتمبر 2003 في الولايات المتحدة.